# 카자마 노부히코
카자마 노부히코(風間信彦, 7월 18일 - )는 일본의 성우이다. 아오니 프로덕션 소속 나가노현 출신이다.

## 출연작품

### TV애니메이션
1993년
- 검용전설 야이바(미카즈키)
- 고스트 스위퍼 미카미 (가이코츠 무사, 리포터)
- SLAM DUNK(1993년 - 1996년, 하나가타 토오루, 나츠메 히로시, 츠루미 세이지, 츠루미 케이지, 류, 유키, 나카무라 외)
- 배틀 스피릿츠 용호의 권 (경찰)
- 달의 요정 세일러문(1993년 - 1996년, 진행자, 젊은이, 인형치과의사, 똘마니, 트리머) - 4시리즈

1994년
- 푸른 전설의 슛 (남학생 한스 쿠거, 야노 이기, 니시자키, 매니저, 다카기)
- 은하전국군웅전 라이(법권)
- 진권전설 타이트로드(키스 브랜도)
- 마멀레이드 보이(고토, 이마이, 경관)

1995년
- 애니메 세계의 동화(윌, 꼬붕, 아빠)
- 공상과학세계 걸리버 보이(목수, 리젠트 호스)
- 사랑은 정말 (체육 선생님)
- 키테레츠 대백과 (우에노)
- 드래곤볼 Z(라이플총의 사나이)

1996년
- 짱구는 못말려(타케노즈카)
- 게게게의 기타로 (제4작)(1996년 - 1998년, 긴파치, 나오야의 아버지, 지로, 토모마츠, 하라다, 도야마, 베낭가란 외)
- 드래곤볼 GT (도마 부하)
- 포춘 퀘스트 L(에이브스의 부하, 병사)

1997년
- 요리왕 비룡(불량A, 요리사A, 뒷요리사, 황성인)
- 초마신영웅전 와타루(마을 사람)
- 닥터 슬럼프(1997년 - 1999년, 갈라, 로드리게스, 타임군, 파타파타산, 달, 돼지군, 블루장군 외)

1998년
- 로스트 유니버스(경비원, 소원 A, 졸개 A, 경관, 남 외)
- 요시모토무치코 이야기 (수염벌레 카토)

1999년
- ONE PIECE(해적D)

2001년
- 왕도둑 JING
- 더 파이팅(아오키의 대전 상대)

2004년
- 사무라이 참프루 (류)

2005년
- BLEACH(쿠와타 레이온)

2017년
- 도라에몽 (TV아사히판 제1기) (나레이션)

2018년
- 무효와 로지의 마법률상담사무소(노인 시험관)

### 극장판 애니메이션
1993년
- 먼 바다에서 온 COO(샘)

1994년
- 고스트 스위퍼 미카미-극락대작전(TV 아나운서)
- 슬램덩크 전국제패다! 사쿠라기 하나미치

1995년
- 슬램덩크 북산고 최대의 위기! 타올라라 사쿠라기 하나미치 (나츠메)
- 드래곤볼 용권폭발!! 손오공, 내가 하지 않으면 누가하리1 (강도)
- 미소녀전사 세일러문 SuperS 세일러 9전사 집결! 블랙 드림 홀의 기적(바나누)
- 마멀레이드 보이(지배인)

1996년
- 게게게의 키타로 대해수(사원 A)